# Dia (ilha)
Dia (em grego: Δία; romaniz.: Día) ou Ntía (Ντία) é uma pequena ilha na costa norte de Creta, Grécia, situada 10 km a norte da costa do mar de Creta entre Cató Goúves e Heraclião. Tem 11,91 km² de área, cerca de 6 km de comprimento máximo e 4,5 km de largura máxima. Administrativamente faz parte da comuna de Elaia, da unidade municipal de Goúves, do município de Chersonissos e da unidade regional de Heraclião. É praticamente desabitada, embora segundo algumas fontes tivesse dois habitantes em 2001.[carece de fontes?]

## Geografia e ambiente
A paisagem da ilha caracteriza-se por terrenos rochosos com alguns arbustos. Em algumas áreas há penhascos rochosos cuja altura atinge os 60 metros. O ponto mais alto tem 220 metros de altitude. No lado sul há quatro baías calmas: o golfo de São Jorge (Ágios Giorgios), que é o único porto da ilha, o golfo de Capari, a baía de Panagia (Nossa Senhora) e o golfo de Agrielia. Na parte oriental encontra-se o golfo de Aginara.

A ilha é o habitat de várias espécies protegidas, como o caracol Albinaria retusa, o lagarto Podarcis erhardii schiebeli, o coelho selvagem Oryctolagus cuniculus cnossius[carece de fontes?] e o falcão-da-rainha (Falco eleonorae, chamado localmente mavropetritis). Há também várias espécies vegetais protegidas, nomeadamente a Carlina diae.[carece de fontes?] Na ilha vivem também kri-kris, as cabras selvagens de Creta. Dia faz parte da Rede Natura 2000 e e um território onde a caça é proibida.

## Mitologia
Δία (Día) é um termo homónimo de Zeus em grego, pelo que por vezes a ilha aparece designada como ilha de Zeus. Alegadamente a sua forma faz lembrar um lagarto enorme quando vista de Heraclião. Segundo a lenda, Dia foi criada por Zeus. Certo dia, quando observava o mundo do seu trono no monte Olimpo, Zeus olhou para Creta, o local onde tinha nascido, e surpreendeu-se ao ver que os cretenses caçavam cabras kri-kris de que ele tanto gostava. As cabras eram filhas de Amalteia, a ninfa-cabra que o tinha amamentado enquanto ele estava escondido do seu pai Cronos na Caverna Ideana (geralmente identificada com a Caverna de Psicro). Ficou tão zangado que decidiu matar todos os cretenses, para o que soprou um relâmpago sobre o mar, que fez surgir um monstro enorme para destruir os cretenses. Os outros deuses tentaram demover Zeus, mas em vão. Por fim, Posidão, o deus do mar, disse a Zeus: "Meu pai e rei, como podes tu devastar os Courites? É essa a forma de agradecer o bem que eles te fizeram?" Os Courites eram cretenses que faziam barulho batendo com força nos seus escudos quando Zeus chorava, evitando que Cronos o ouvisse, o descobrisse e o comesse. Zeus mudou então imediatamente de ideias, pegou em dois bocados de pão torrado e atirou-os para Creta. Quando o monstro tentou comer o pão torrado, Zeus lançou um raio que transformou em pedra o monstro e os dois bocados de pão, criando assim, respetivamente, a ilha de Dia e os ilhéus de Paximadi e Petalidi.
Dia é também por vezes identificada como a ilha para onde o herói mitológico Teseu fugiu depois de matar o Minotauro; ali deixou a sua amante Ariadne quando voltou para Atenas.

## Vestígios arqueológicos
A ilha tem importantes vestígios arqueológicos minoicos, que nunca foram estudados, pelo menos de forma sistemática. Em 1976, Jacques-Yves Cousteau levou a cabo explorações subaquáticas em volta da ilha e encontrou os restos de um antigo porto entre Dia e o porto atual de Heraclião, além de identificar sete naufrágios.

### Naufrágio doLa Therèse
Outra descoberta de Jacques Yves Cousteau foi o naufrágio do navio francês La Therèse, entre Heraclião e Dia. O naufrágio foi chamado "afundamento das caveiras" devido aos muitos esqueletos encontrados no navio afundado. A exploração sistemática do naufrágio só foi iniciada em 1987. Foram recuperados numerosos objetos, como canhões com as armas da coroa francesa, balas de canhão, utensílios de cozinha, mobiliário, ferramentas da tripulação, partes do navio e ossadas humanas que se estimou pertencerem a mais de 300 indivíduos.
Os achados permitiram concluir que se tratava de um navio construído no século XVII, que foi enviado para Creta para apoiar os venezianos no cerco otomano a Cândia (Heraclião), a capital do Ducado de Cândia, o nome oficial de Creta sob o domínio veneziano. Segundo a documentação da época, o La Therèse chegou a Cândia em 19 de junho de 1669. Os franceses atacaram por terra e por mar os turcos que cercavam a cidade em 24 de junho, mas o afundamento do La Therèse devido a uma explosão de pólvora, apesar de ter sido o único navio afundado, deitou abaixo o moral dos sitiados, que não levaram a cabo o ataque que estava planeado, o que por sua vez levou os franceses a retirar. Este desaire precipitou a rendição de Cândia, após 25 anos de cerco otomano.
O La Therèse foi construído em Toulon entre 1662 e 1665 e era uma dos melhores navios da marinha francesa do seu tempo, com 900 toneladas de arqueação e 58 canhões.